# 1871
Il 1871 (MDCCCLXXI in numeri romani) è un anno  del XIX secolo.

## Eventi
- Charles Darwin pubblica "L'origine dell'uomo e la selezione sessuale".
- 2 gennaio – Spagna: dopo un interregno triennale re Amedeo I entra a Madrid (regnerà solo fino all'11 febbraio 1873).
- 18 gennaio – Con la proclamazione ad imperatore di Guglielmo I di Prussia (nella "Galleria degli specchi" di Versailles) nasce ufficialmente l'Impero tedesco (Deutsches Reich).
- 21 gennaio – Italia: Il Senato del Regno approva il trasferimento della capitale d'Italia a Roma.
- 27 gennaio – Guerra franco-prussiana: Dopo l'ultima offensiva parigina del 19 gennaio viene trattato l'armistizio (che durerà fino al 19 febbraio).
- 3 febbraio – Italia: Viene firmata la legge che delibera da quel giorno il trasferimento della capitale del Regno d'Italia da Firenze a Roma.
- 4 marzo – Italia: Viene fondata in Valtellina la Banca Popolare di Sondrio.

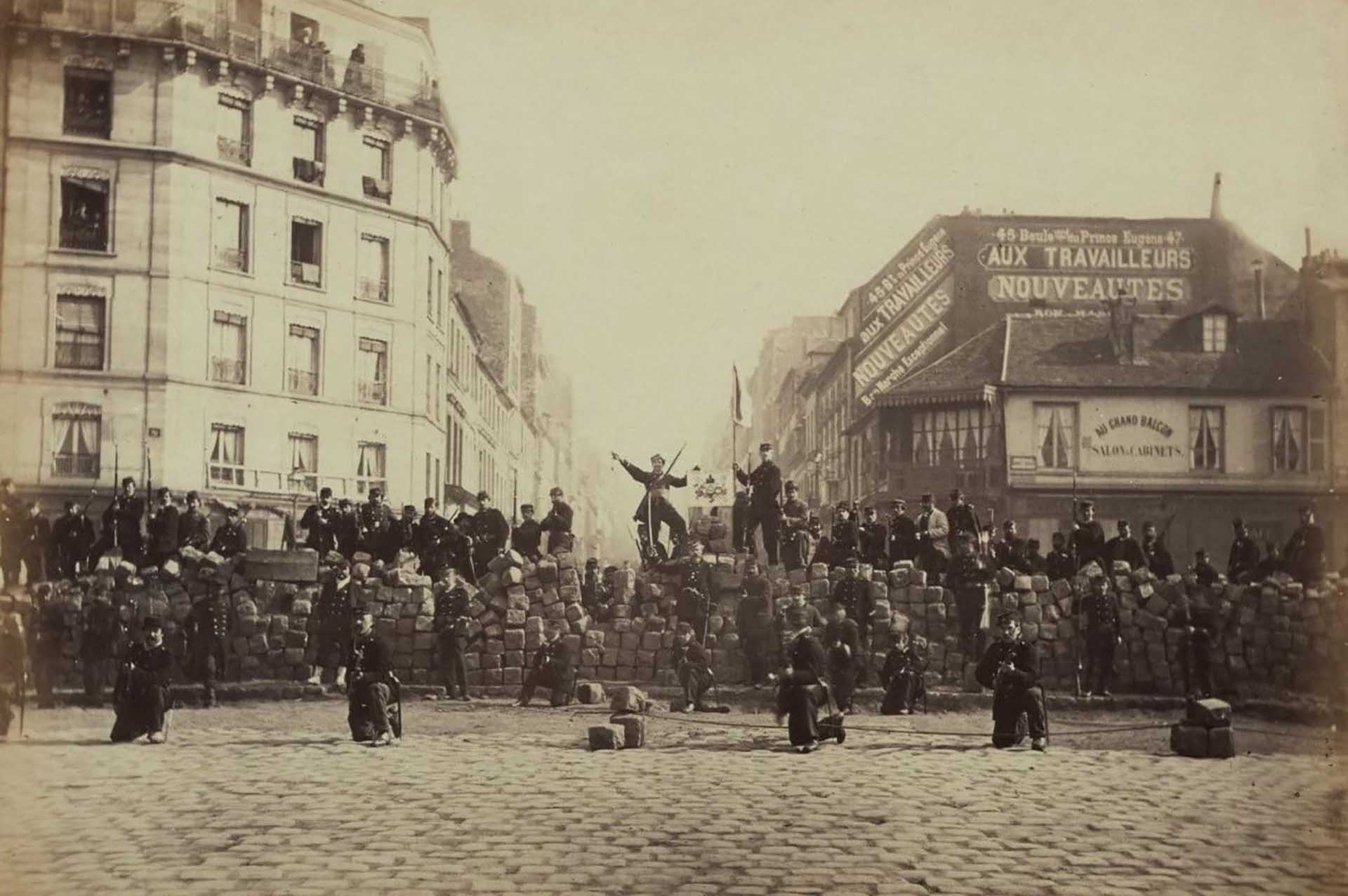
18 marzo: nasce la Comune di Parigi e iniziano i combattimenti nella capitale francese.

- 18 marzo: nasce la Comune di Parigi e iniziano i combattimenti nella capitale francese.18 marzo – Francia: Nasce la Comune di Parigi.
- 21 marzo – Italia: La Camera dei deputati approva la Legge delle Guarentigie, che regola i rapporti tra il nuovo Stato unitario e la Chiesa Romana (resteranno in vigore per 58 anni, fino alla Conciliazione).
- 27 marzo – Regno Unito: Primo incontro internazionale della storia del rugby a 15 a Edimburgo: Scozia – Inghilterra 4-1.
- 10 maggio – Viene firmato il Trattato di Francoforte, che pone fine alla Guerra franco-prussiana, con il quale la Francia cede alla Germania l'Alsazia-Lorena.
- 2 luglio – Italia: Re Vittorio Emanuele II ed il Governo italiano entrano finalmente a Roma.
- 17 settembre – Viene inaugurato il Traforo ferroviario del Frejus che collega Italia e Francia.
- 28 settembre – Promulgata la Lei do Ventre Livre, per limitare la schiavitù in Brasile.
- 5 ottobre – Viene fondata a Roma la Società degli Spettroscopisti Italiani.
- 8 ottobre – Inizia il Grande incendio di Chicago.
- 28 dicembre – Antonio Meucci brevetta il Telefono, giungendo a un punto fondamentale della sua storia.

## Nati
Ci sono circa 670 voci su persone nate nel 1871; vedi la pagina Nati nel 1871 per un elenco descrittivo o la categoria Nati nel 1871 per un indice alfabetico.

## Morti
Ci sono circa 340 voci su persone morte nel 1871; vedi la pagina Morti nel 1871 per un elenco descrittivo o la categoria Morti nel 1871 per un indice alfabetico.

## Calendario
| Calendario 1871 | Calendario 1871 | Calendario 1871 | Calendario 1871 | Calendario 1871 | Calendario 1871 | Calendario 1871 | Calendario 1871 | Calendario 1871 | Calendario 1871 | Calendario 1871 | Calendario 1871 | Calendario 1871 | Calendario 1871 | Calendario 1871 | Calendario 1871 | Calendario 1871 | Calendario 1871 | Calendario 1871 | Calendario 1871 | Calendario 1871 | Calendario 1871 | Calendario 1871 | Calendario 1871 | Calendario 1871 | Calendario 1871 | Calendario 1871 | Calendario 1871 | Calendario 1871 | Calendario 1871 | Calendario 1871 | Calendario 1871 | Calendario 1871 |
| --------------- | --------------- | --------------- | --------------- | --------------- | --------------- | --------------- | --------------- | --------------- | --------------- | --------------- | --------------- | --------------- | --------------- | --------------- | --------------- | --------------- | --------------- | --------------- | --------------- | --------------- | --------------- | --------------- | --------------- | --------------- | --------------- | --------------- | --------------- | --------------- | --------------- | --------------- | --------------- | --------------- |
|                 | 1               | 2               | 3               | 4               | 5               | 6               | 7               | 8               | 9               | 10              | 11              | 12              | 13              | 14              | 15              | 16              | 17              | 18              | 19              | 20              | 21              | 22              | 23              | 24              | 25              | 26              | 27              | 28              | 29              | 30              | 31              |                 |
| Gennaio         | Do              | Lu              | Ma              | Me              | Gi              | Ve              | Sa              | Do              | Lu              | Ma              | Me              | Gi              | Ve              | Sa              | Do              | Lu              | Ma              | Me              | Gi              | Ve              | Sa              | Do              | Lu              | Ma              | Me              | Gi              | Ve              | Sa              | Do              | Lu              | Ma              |                 |
| Febbraio        | Me              | Gi              | Ve              | Sa              | Do              | Lu              | Ma              | Me              | Gi              | Ve              | Sa              | Do              | Lu              | Ma              | Me              | Gi              | Ve              | Sa              | Do              | Lu              | Ma              | Me              | Gi              | Ve              | Sa              | Do              | Lu              | Ma              |                 |                 |                 |                 |
| Marzo           | Me              | Gi              | Ve              | Sa              | Do              | Lu              | Ma              | Me              | Gi              | Ve              | Sa              | Do              | Lu              | Ma              | Me              | Gi              | Ve              | Sa              | Do              | Lu              | Ma              | Me              | Gi              | Ve              | Sa              | Do              | Lu              | Ma              | Me              | Gi              | Ve              |                 |
| Aprile          | Sa              | Do              | Lu              | Ma              | Me              | Gi              | Ve              | Sa              | Do              | Lu              | Ma              | Me              | Gi              | Ve              | Sa              | Do              | Lu              | Ma              | Me              | Gi              | Ve              | Sa              | Do              | Lu              | Ma              | Me              | Gi              | Ve              | Sa              | Do              |                 |                 |
| Maggio          | Lu              | Ma              | Me              | Gi              | Ve              | Sa              | Do              | Lu              | Ma              | Me              | Gi              | Ve              | Sa              | Do              | Lu              | Ma              | Me              | Gi              | Ve              | Sa              | Do              | Lu              | Ma              | Me              | Gi              | Ve              | Sa              | Do              | Lu              | Ma              | Me              |                 |
| Giugno          | Gi              | Ve              | Sa              | Do              | Lu              | Ma              | Me              | Gi              | Ve              | Sa              | Do              | Lu              | Ma              | Me              | Gi              | Ve              | Sa              | Do              | Lu              | Ma              | Me              | Gi              | Ve              | Sa              | Do              | Lu              | Ma              | Me              | Gi              | Ve              |                 |                 |
| Luglio          | Sa              | Do              | Lu              | Ma              | Me              | Gi              | Ve              | Sa              | Do              | Lu              | Ma              | Me              | Gi              | Ve              | Sa              | Do              | Lu              | Ma              | Me              | Gi              | Ve              | Sa              | Do              | Lu              | Ma              | Me              | Gi              | Ve              | Sa              | Do              | Lu              |                 |
| Agosto          | Ma              | Me              | Gi              | Ve              | Sa              | Do              | Lu              | Ma              | Me              | Gi              | Ve              | Sa              | Do              | Lu              | Ma              | Me              | Gi              | Ve              | Sa              | Do              | Lu              | Ma              | Me              | Gi              | Ve              | Sa              | Do              | Lu              | Ma              | Me              | Gi              |                 |
| Settembre       | Ve              | Sa              | Do              | Lu              | Ma              | Me              | Gi              | Ve              | Sa              | Do              | Lu              | Ma              | Me              | Gi              | Ve              | Sa              | Do              | Lu              | Ma              | Me              | Gi              | Ve              | Sa              | Do              | Lu              | Ma              | Me              | Gi              | Ve              | Sa              |                 |                 |
| Ottobre         | Do              | Lu              | Ma              | Me              | Gi              | Ve              | Sa              | Do              | Lu              | Ma              | Me              | Gi              | Ve              | Sa              | Do              | Lu              | Ma              | Me              | Gi              | Ve              | Sa              | Do              | Lu              | Ma              | Me              | Gi              | Ve              | Sa              | Do              | Lu              | Ma              |                 |
| Novembre        | Me              | Gi              | Ve              | Sa              | Do              | Lu              | Ma              | Me              | Gi              | Ve              | Sa              | Do              | Lu              | Ma              | Me              | Gi              | Ve              | Sa              | Do              | Lu              | Ma              | Me              | Gi              | Ve              | Sa              | Do              | Lu              | Ma              | Me              | Gi              |                 |                 |
| Dicembre        | Ve              | Sa              | Do              | Lu              | Ma              | Me              | Gi              | Ve              | Sa              | Do              | Lu              | Ma              | Me              | Gi              | Ve              | Sa              | Do              | Lu              | Ma              | Me              | Gi              | Ve              | Sa              | Do              | Lu              | Ma              | Me              | Gi              | Ve              | Sa              | Do              |                 |